# Unidad de disco

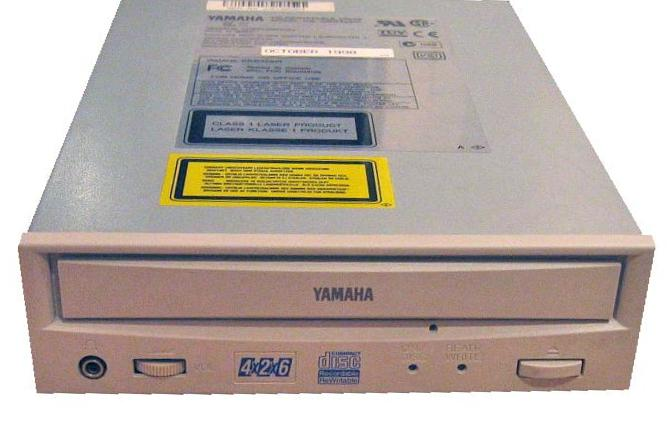
Unidad de disco óptico.

En informática, la unidad de disco o lector de discos se refiere al aparato o dispositivo de almacenamiento de datos que realiza las operaciones de lectura o escritura en los medios o soportes de almacenamiento con forma de disco, más específicamente se refiere a:
- Unidades de disco rígido o disco duro;
- Unidades de disco flexible o disquete:
  - Disqueteras de 5¼",
  - Disqueteras de 3½";
- Unidades de disco óptico, lectoras, reproductoras o grabadoras de:
  - CD,
  - DVD,
  - HD DVD,
  - BD;
- Unidades de disco magneto-óptico:
  - Unidad Zip,
  - Unidad Jaz,
  - SuperDisk.

## Lectoras, reproductoras o lectograbadoras
- Algunas unidades de discos sólo permiten la lectura, como la lectora de disco compacto ds) convencional.
- Algunos unidades de discos son grabadoras o lectograbadoras, es decir, utilizan discos grabables o regrabables.
  - Permiten una única escritura e infinidad de lecturas (WORM).
  - Limitan el número de escrituras y permiten muchas lecturas: CD-R, DVD-R, DVD+R.
- Permiten múltiples escrituras o regrabados, e incluso el borrado de datos: CD-RW, DVD-RW, DVD+RW.

## Funcionamiento
Una unidad de disco cuenta con un motor que hace funcionar un sistema de arrastre que hace girar uno o varios discos a una velocidad constante, al mismo tiempo un mecanismo de posicionamiento sitúa la cabeza o cabezas de lectura o escritura sobre la superficie del disco para permitir la reproducción o grabación del disco. La rotación del disco puede ser constante o parar de forma alternada.
Las unidades de disco se caracterizan porque son un sistema de acceso aleatorio que permiten acceder a cualquier información de forma inmediata. Es una ventaja con respecto a las cintas magnéticas digitales cuyo acceso es esencial.
Las unidades de disco pueden ser fijas (o internas) o extraíbles (o portables). Existen distintas formas y tamaños de unidades de disco, que va desde el disquete, el MiniDisc, el CD, el DVD y el disco duro. Las unidades de disco internas solían ofrecer mejores prestaciones y mayor capacidad de almacenamiento de datos que las extraíbles, aunque esto fue equilibrado con las unidades de disco duro extraíbles y otros dispositivos portátiles.